# Bennett Springs (Missouri)
Pour les articles homonymes, voir Bennett Springs.
Bennett Springs est une communauté non-incorporée et un census-designated place dans les comtés de Dallas et Laclede, dans le Missouri, aux États-Unis.

## Histoire
James Brice, propriétaire d'un moulin à eau, a donné son nom à la localité. En 1900, un bureau de poste est créé et nommé Brice jusqu'à la fin des années 1930 où la localité devient celle d'aujourd'hui.

## Géographie
La communauté se trouve le long de la rivière Niangua. Elle comprend le Bennett Spring State Park (en).
Au nord de la communauté se trouve le Lead Mine Conservation Area (en) et Eldridge. A l'est la ville du Liban, au sud ouest, Long Lane (en), et à l'ouest, Windyville (en) et Wood Hill (en).

## Démographie
La population de Bennett Springs est, en 2010, de 130 habitants.